# Store Brand
Eine Store Brand (engl. auch retailer brand, retailer as a brand oder retail brand) bezeichnet das Markenbildungsphänomen auf der Ebene von Einkaufsstätten. Das zugehörige Store Brand Management ist ein Spezialgebiet des Markenmanagement mit engen Bezügen zum Handelsmarketing.
Nach gängiger Auffassung wird eine Marke dabei als die Gesamtheit der zu einem Markennamen erlernten Assoziationen verstanden (wirkungsbasierte, verhaltenswissenschaftliche Definition). Die Marke ist demnach eine mentale Erscheinung, die neben sachlichen vor allem auch emotionale, bewertungsbezogene und nonverbale Inhalte repräsentiert. Im Gegensatz bspw. zu Markendefinitionen, die sich aus dem Markenartikelbegriff oder dem Markenrecht ableiten, ist die Marke hier ein psychisches Phänomen, welches sich dezentral in den Innenwelten der Mitglieder der Adressatengruppen manifestiert. Ein solches Verständnis liegt dem Store Brand Management zugrunde.
Das Store Brand-Konzept beschränkt sich nicht auf den B-to-C-Handel, sondern bezieht auch Fragestellungen des B-to-B-Handels ein. Zu dem Grundzusammenhängen wurde von Redler das K-V-A-Rahmenmodell entwickelt. Eine besondere Rolle für das Management von Store Brands kommt der Gestaltung der Kommunikation am Point-of-Purchase (mit den wichtigen Kanälen Onlineshop, Geschäft, Katalog) zu.
Der Begriff Store Brands wird zum Teil auch für Handelsmarken (private label brands) verwendet.